# Kool & the Gang
Kool & the Gang es un grupo estadounidense de R&B, soul, funk y disco. El grupo se formó en Jersey City, Nueva Jersey, en 1964.

## Historia
Los miembros principales del grupo a través de los años han sido Robert 'Kool' Bell en el bajo y Ronald Bell en el saxo tenor; George Brown en la batería; Robert Mickens en la trompeta; Dennis Thomas en el saxo alto; Claydes Charles Smith en la guitarra, Clifford Adams en el trombón y Rick Westfield en los teclados.
El padre de Robert y Ronald trabajó con Thelonious Monk y así mismo los hermanos eran amigos de Leon Thomas. En 1964 Robert formó la banda instrumental "The Jazziacs" con cinco compañeros de colegio y después cambiaron su nombre a Kool & the Gang cuando lanzaron un álbum del mismo nombre en 1969. I Am Semua
Aunque no llegaron a poner un sencillo en listas, el álbum fue exitoso, lo que les permitió seguir editando álbumes hasta que el de 1973 llamado Wild and Peaceful llegó al reconocimiento general con las canciones "Jungle Boogie" y "Hollywood Swinging". El sonido funk que habían estado cultivando llegó a su máxima expresión en el álbum de 1975 llamado The Spirit of the Boogie y después de este empieza un cambio radical hacia el sonido disco.
Entre 1973 y 1978, Kool & The Gang es reconocida como una de las bandas más creativas del jazz-funk. En los últimos años 70, la música disco estaba en pleno apogeo y muchos grupos están recurriendo a la música funk uno menos elaborado y más "pop" para llegar a un público más amplio. Es en este contexto que en 1978 James "JT" Taylor se unió a la banda como cantante y Eumir Deodato como productor: la receta del éxito.
Para en ese entonces se une al grupo el cantante James "J.T." Taylor en el álbum Ladies' Night comienza una nueva etapa más comercial y en consecuencia más exitosa, obtuvieron un número 1 con "Celebration" del álbum Celebrate! del año 1980, producido por Eumir Deodato.
"Ladies Night" (vendió más de un millón de discos en los EE. UU.), "Too Hot", "Hangin 'Out". Los años 80 fueron los años de gloria del grupo donde varios de sus temas encabezaron distintas listas. En esta época de éxitos como "Celebration" (1980), "Get Down On It" (1981), "Cherish" (1985) o "Fresh" (1984) y "Victoria" (1986). La canción "Celebration" (2 millones de copias vendidas en los EE. UU.) es elegido como himno de bienvenida para los rehenes estadounidenses en Irán.
A partir de ese éxito lograron muchas más apariciones en listas como "Big Fun", "Get Down on It" y "Joanna". Su álbum de 1984 llamado Emergency les dio cuatro éxitos en el top 20 incluyendo "Fresh" y "Cherish". Su presencia en listas se interrumpió a partir del álbum Forever cuando Taylor y Ronald Bell (quien pasó a llamarse Khalis Bayyan) dejaron el grupo. En 1987 que hay un punto de inflexión, con la salida de Taylor. Oficialmente, se separarían de manera amistosa, pero más tarde algunos de los miembros fundadores acusaron a Taylor de quedarse con varios de sus éxitos. 
El nombre del grupo volvió a la actualidad en 1994, cuando la canción Jungle Boogie fue incluida dentro del exitoso filme de Quentin Tarantino, Pulp Fiction en donde actuaban John Travolta, Uma Thurman y Samuel Jackson. 
Al ser un grupo legendario del R&B, productores de Hip Hop han incluido algunos de sus tonos en sus creaciones, como lo hizo Jazzy Jeff para el hit Summertime de DJ Jazzy Jeff & The Fresh Prince (con Will Smith al micrófono), el cual contiene un sample del etéreo y semi-jazzero tema Summer Madness. 
Madonna incluyó otro sample del grupo en su polémica canción "Erotica", el sample provenía de la canción Jungle Boogie, las trompetas del comienzo y del medio fueron usadas en casi toda la canción.
Entre 1989 y 1993, Taylor lanzó tres álbumes en solitario: "Master of the Game", "Feel the Need" y "Baby I'm Back", conduciendo éxito en (Estados Unidos) con títulos como "Sister Rosa", "8 Days a Week" o "Night Long Hot Summer". 
Por su parte, los restantes miembros de Kool & The Gang reemplazaron a Taylor con tres vocalistas: Skip Martin (exmiembro de la banda Dazz, y también una trompetista), Odeen Mays (también claviettiste) y Gary Brown.    
Sin embargo el público estaba acostumbrado a la voz y la imagen de Taylor, y los álbumes "Sweat" (1989) y "Unite" (1993) no logran escalar en las listas. 
En 1995, bajo la presión de los fanes, Taylor volvió al grupo: con una larga gira internacional, que termina en marzo de 1999.      
Ellos grabaron el álbum "State of Affairs" (1996), pero la difusión es escasa. 
Sin embargo, la versión DJs remix de "Celebration" y "Get Down On It" se cuelan en lo alto de las listas del Reino Unido. Una vez más, Taylor dejó la banda para reiniciar su carrera en solitario en 2000, lanzó el álbum "A Brand New Me", con dos sencillos exitosos 'On The Beach" y "How". 
El grupo vuelve formado por cuatro miembros originales, y continúa realizando conciertos por todo el mundo. Charles "Claydes" Smith, guitarrista y miembro fundador, murió en enero de 2007. Sin embargo Kool and the Gang siguen volando el cartel de "no hay tickets" en sus conciertos por todo el mundo. En ellos alternan sus canciones de "jazz" de los 70, con sus hits de los 80 y nuevos títulos. En julio de 2007, la banda lanzó el álbum "Still Kool", que alterna el jazz, soul, funk, rock y RnB moderno. Taylor sigue haciendo conciertos, principalmente en los EE. UU. y lanza un nuevo álbum en 2008. 
También es justo mencionar la dimensión instrumental de esta formación, con canciones como "Messenger Of Wisdom", "Summer Madness / Winter sadness" o "I Remember John Coltrane".

## Miembros

### Miembros actuales
- Robert "Kool" Bell – bajo, coros (1964–presente)
- Kevin Bell – guitarra principal, teclados (1975–1980, 1995–1996, 2006–presente)
- Curtis "Fitz" Williams – teclados, coros (1982–presente), saxofón alto (2021–presente)
- Shawn "Shawny Mac" McQuiller – voz, guitarra (1991–presente)
- Louis "Nicky" Van Taylor – saxofón tenor, coros (1996–2017, 2020–presente)
- Tim Horton – batería, percusión (1998–presente)
- Curtis Pulliam – trompeta, coros (2013–2016, 2024–presente)
- Jermaine Bryson – trombón, coros (2015–presente)
- Walt Anderson – voz, teclados (2016–presente)
- Rick Marcel – guitarra, bajo, coros (2017–presente)

### Antiguos miembros
- Woodrow "Woody" Sparrow – guitarra rítmica (1964–1969; su muerte)
- Ricky Westfield – teclados, voz (1964–1976; muerto en 1985)
- Claydes Charles Smith – guitarra (1964–2006; su muerte)
- Robert "Spike" Mickens – trompeta, coros (1964–1986; muerto en 2010)
- Ronald Bell – saxofón tenor, teclados, coros (1964–1989, 1992–2020; su muerte)
- Dennis Thomas – saxofón alto, flauta, coros (1964–2021; su muerte)
- George Brown – batería (1964–1998), teclados (1989–1993, 1998–2023; su muerte), percusión, coros (1964–2023; su muerte)
- Donald Boyce – voz (1973–1976)
- Otha Nash – trombón, voz (1975–1977; muerto en 2003)
- Larry Gittens – trompeta, fliscorno, coros, teclados (1975–1977, 1986–1988, 2000–2013)
- Kevin Lassiter – teclados, voz (1976–1982)
- Clifford Adams – trombón, coros (1977–2015; su muerte)
- Royal Bayyan – guitarra (1978–1987)
- Sir Earl Toon – teclados, voz (1979–1982)
- James "J.T." Taylor – voz (1979–1988, 1995–1999, 2024)
- Michael Ray – trompeta, coros (1979–1991, 2007–2023)
- Sennie "Skip" Martin – trompeta, voz (1988–2007)
- Mark Blakey – batería (1988–1989)
- Gary Brown – voz (1988–1990)
- Odeen Mays – teclados, guitarra, voz (1988–1995)
- Robert "Robbie G" Goble – batería, percusión (1989–1993)
- Gerald Harris – teclados, guitarra (1992–1995)
- Frank "Rusty" Hamilton – teclados (1996–2005)
- Rodney "King" Ellis – voz (2000–2007)
- Jirmad "Soul-O" Gordon – voz (2007–2010)
- Lavell Evans – voz, percusión (2009–2023)
- Ravi Best – trompeta (2016–2024)
- Shelley Carrol – saxofón tenor (2017–2020)

## Discografía
- Kool & The Gang (1969)
- Live at the Sex Machine (1971)
- Live at PJ's (1971)
- Music is the Message (1972)
- Good Times (1972)
- Wild and Peaceful (1973)
- Light of Worlds (1974)
- Spirit of the Boogie (1975)
- Love & Understanding  (1976)
- Open Sesame (1976)
- The Force (1977)
- Everybody's Dancin' (1978)
- Ladies' Night (1979)
- Celebrate! (1980)
- Something Special (1981)
- As One (1982)
- In the Heart (1983)
- Emergency (1984)
- Forever (1986)
- Sweat (1989)
- Unite  (1992)
- State of Affairs (1996)
- Gangland (2001)
- Still Kool (2007)
- Perfect Union (2021)
- People Just Wanna Have Fun (2023)

## Sencillos
| Año  | Sencillo                                             | Posición                             |
| ---- | ---------------------------------------------------- | ------------------------------------ |
| 1969 | "Kool And The Gang"                                  | #59 EE. UU.                          |
| 1969 | "The Gang's Back Again"                              | #85 EE. UU.                          |
| 1970 | "Let The Music Take Your Mind"                       | #78 EE. UU.                          |
| 1970 | "Funky Man"                                          | #87 EE. UU.                          |
| 1973 | "Funky Stuff"                                        | #29 EE. UU.                          |
| 1973 | "Jungle Boogie"                                      | #4 EE. UU.                           |
| 1974 | "Hollywood Swinging"                                 | #6 EE. UU.                           |
| 1974 | "Higher Plane"                                       | #37 EE. UU., #1 R&B                  |
| 1975 | "Rhyme Time People"                                  | #63 EE. UU.                          |
| 1975 | "Spirit of the Boogie"/"Summer Madness"              | #35 EE. UU., #1 R&B                  |
| 1975 | "Caribbean Festival"                                 | #55 EE. UU.                          |
| 1976 | "Love And Understanding (Come Together)"             | #77 EE. UU.                          |
| 1976 | "Open Sesame (Part 1)"                               | #55 EE. UU.                          |
| 1979 | "Ladies' Night"                                      | #8 EE. UU., #1 R&B, #9 Reino Unido   |
| 1980 | "Too Hot"                                            | #5 EE. UU., #23 Reino Unido          |
| 1980 | "Hangin' Out"                                        | #52 Reino Unido                      |
| 1980 | "Celebration"                                        | #1 EE. UU., #1 R&B, #7 Reino Unido   |
| 1981 | "Jones vs. Jones"                                    | #39 EE. UU., #17 Reino Unido         |
| 1981 | "Take It To The Top"                                 | #15 Reino Unido                      |
| 1981 | "Take My Heart (You Can Have It If You Want It)"     | #17 EE. UU., #1 R&B, #29 Reino Unido |
| 1982 | "Steppin' Out"                                       | #88 EE. UU., #12 Reino Unido         |
| 1982 | "Get Down on It"                                     | #10 EE. UU., #3 Reino Unido          |
| 1982 | "Big Fun"                                            | #21 EE. UU., #14 Reino Unido         |
| 1982 | "Let's Go Dancin' (Ooh La, La, La)"                  | #30 EE. UU., #6 Reino Unido          |
| 1982 | "Hi De Hi, Hi De Ho"                                 | #29 Reino Unido                      |
| 1983 | "Joanna"                                             | #2 EE. UU., #1 R&B. #2 Reino Unido   |
| 1983 | "Straight Ahead"                                     | #15 Reino Unido                      |
| 1984 | "Tonight"                                            | #13 EE. UU.                          |
| 1984 | "When You Say That You Love Somebody (In The Heart)" | #7 Reino Unido                       |
| 1984 | "Misled"                                             | #10 EE. UU., #28 Reino Unido         |
| 1985 | "Fresh"                                              | #9 EE. UU., #11 Reino Unido          |
| 1985 | "Cherish"                                            | #2 EE. UU., #4 Reino Unido           |
| 1985 | "Emergency"                                          | #18 EE. UU., #50 Reino Unido         |
| 1986 | "Victory"                                            | #10 EE. UU., #30 Reino Unido         |
| 1987 | "Stone Love"                                         | #10 EE. UU., #45 Reino Unido         |
| 1987 | "Holiday"                                            | #66 EE. UU.                          |
| 1987 | "Special Way"                                        | #72 EE. UU.                          |
| 1988 | "Celebration '88"                                    | #56 Reino Unido                      |
| 2006 | "Steppin' Into Love"                                 |                                      |